# Пенсійна реформа в Україні 2011
Реформа пенсійної системи України 2011 року мала на меті скорочення дефіциту державного Пенсійного фонду. Прийнята в рамках узгодженої з МВФ програми дій уряду Миколи Азарова голосами парламентської більшості на основі партії Регіонів. Автором і обличчям реформи став віце-прем'єр з соціальної політики Сергій Тігіпко.

## Необхідність пенсійної реформи
На 2011 рік в Україні було 13,7 мільйона пенсіонерів і 14,4 мільйона працюючих громадян — тобто на 88 пенсіонерів припадало 100 осіб, що сплачують пенсійні внески. Якщо все залишати без змін, то, за словами С. Тігіпка, в 2025 році один працюючий утримуватиме одного пенсіонера, а 2050 року вже буде 125 пенсіонерів на 100 працюючих.
Тому необхідно було впровадити масштабні зміни до законодавства з метою збалансувати доходи і видатки Пенсійного фонду.
Засадничі положення реформи:
- запровадження ІІ рівня пенсійного забезпечення (накопичувальної системи загальнообов'язкового державного пенсійного страхування);
- збільшення бази для нарахування єдиного соціального внеску;
- врегулювання пенсійного забезпечення держслужбовців: обмежити максимальний розмір пенсії; для обчислення пенсії зменшити з 90 до 80 відсотків заробітну плату держслужбовців, яка є базою для призначення цих пенсій;
- для працівників бюджетної сфери з метою покращення умов їх пенсійного забезпечення при виході їх на пенсію запровадити одноразову допомогу у кратному розмірі призначених їм пенсій;
- збільшити період перебування на військовій службі для військовослужбовців;
- збільшити пенсійний вік і страховий стаж[1].

Прийняття реформи відкривало можливість Уряду отримати додаткові кошти в борг від Міжнародного валютного фонду.

## Історія ухвалення
8 липня 2011 року Верховна Рада України прийняла в цілому Закон України «Про заходи щодо законодавчого забезпечення реформування пенсійної системи».
Закон України «Про заходи щодо законодавчого забезпечення реформування пенсійної системи» був прийнятий Верховною Радою України 8 липня 2011 року за ініціативи Кабінету Міністрів України. За прийняття зазначеного Закону проголосували 248 народних депутатів України.
21 серпня Голова Верховної Ради України Володимир Литвин повідомив, що закон не передано на підпис Президенту, оскільки в документ необхідно внести уточнення технічного характеру.
6 вересня 2011 р. парламент не підтримав проект постанови, яким передбачалося скасувати рішення про ухвалення в другому читанні та в цілому проекту закону «Про заходи щодо законодавчого забезпечення реформування пенсійної системи». Цей проект постанови пропонували ухвалити опозиційні депутати.
Після цього Верховна Рада України ухвалила поправки до Закону «Про заходи щодо законодавчого забезпечення реформування пенсійної системи».
8 вересня Голова Верховної Ради України Володимир Литвин підписав закон про пенсійну реформу й направив його на підпис Президенту Віктору Януковичу. 9 вересня 2011 р. Президент України підписав Закон України № 3668-VI «Про заходи щодо законодавчого забезпечення реформування пенсійної системи».

## Зміст реформи
Законом уведено ІІ рівень пенсійної системи (накопичувальна пенсійна система (фонд), яка полягає в перерахуванні страхових внесків до індивідуального накопичувального пенсійного рахунку особи).
Унесено низку змін до 22 законодавчих актів, у тому числі Законів України «Про загальнообов'язкове державне пенсійне страхування», «Про пенсійне забезпечення», «Про недержавне пенсійне забезпечення», «Про державну соціальну допомогу особам, які не мають права на пенсію, та інвалідам», «Про прокуратуру», «Про пенсійне забезпечення осіб, звільнених з військової служби, та деяких інших осіб», «Про державну службу», «Про наукову і науково-технічну діяльність», «Про службу в органах місцевого самоврядування», «Про статус народного депутата України», «Про судоустрій і статус суддів».
Законом пенсійний вік для жінок підвищено до 60 років, страховий стаж підвищено до 30 років для жінок і до 35 — для чоловіків. Пенсійний вік чоловіків-держслужбовців підвищено до 62 років. Установлено максимальний розмір пенсії на рівні 10 прожиткових мінімумів для осіб, які втратили працездатність. Також Закон зменшує з 90% до 80% заробітну плату для нарахування пенсій для держслужбовців.
Також законом передбачено створення приватних пенсійних фондів тощо.
Опозиція виступала проти таких умов проведення пенсійної реформи.
Закон набрав чинності з 1 жовтня 2011 року.
Окремі положення цього Закону визнано неконституційними згідно з Рішенням Конституційного Суду України від 3 червня 2013 року № 3-рп/2013 (щодо нарахування грошового утримання суддям).

## Наслідки пенсійної реформи
Основними проблемами реалізації пенсійної реформи є погіршення демографічної ситуації через старіння населення, значні масштаби міграції кваліфікованої робочої сили, а також дефіцит бюджету Пенсійного фонду, що разом з державними дотаціями складає 58 млрд грн. Прийнята реформа не вирішує проблему цього дефіциту.
Серед негативних наслідків пенсійної реформи можна виділити, зокрема, наступне: працюючим пенсіонерам зменшили пенсії; реальний дефіцит бюджету Пенсійного фонду 2012 року збільшився і склав 27,2 млрд грн.; збільшується залежність Пенсійного фонду від держбюджету; внаслідок збільшення пенсійного віку до пенсії доживає менше громадян; почастішали судові спори Пенсійного фонду з пенсіонерами про перерахунок пенсій; в Україні одні з найвищих соціальних відрахувань у світі.

### Висновки пенсійної реформи
1. Без розвитку економіки ніколи не буде бездефіцитного бюджету Пенсійного фонду.
2. Пенсійна реформа не дасть ефекту, поки половина економіки знаходиться в тіні[20]. Компаніям повинно бути вигідно платити легальну зарплату.
3. Бюджетні кошти повинні витрачатися на реформи, а не на проїдання.
4. Однією з цілей реформи повинно стати зростання соціальних стандартів.
5. Поки за тривалістю життя Україна займає 158 місце у світі[21], підвищувати пенсійний вік не гуманно[19].